# Leptopenus hypocoelus
Espèce
Statut CITES
Leptopenus hypocoelus est une espèce de coraux appartenant à la famille des Micrabaciidae.